# El Sifón, Puebla
El Sifón är en ort i Mexiko.   Den ligger i kommunen Chignahuapan och delstaten Puebla, i den sydöstra delen av landet, 110 km öster om huvudstaden Mexico City. El Sifón ligger 2 390 meter över havet och antalet invånare är 160.
Terrängen runt El Sifón är huvudsakligen kuperad. El Sifón ligger nere i en dal. Runt El Sifón är det ganska tätbefolkat, med 54 invånare per kvadratkilometer. Närmaste större samhälle är Chignahuapan, 9,8 km nordost om El Sifón. Trakten runt El Sifón består till största delen av jordbruksmark.